# Doina Furcoi
Doina Furcoi Solomonov (n. 4 septembrie 1945, în Miloșești, județul Ialomița) este o fostă handbalistă română care a jucat pentru echipa națională a României pe postul de pivot.

## Biografie
Doina Furcoi a fost componentă a selecționatei României care s-a clasat pe locul patru la Campionatul Mondial de Handbal Feminin din 1971, care s-a desfășurat în Olanda, precum și a echipei naționale care a câștigat medalia de argint la Campionatul Mondial de Handbal Feminin din 1973, desfășurat în Iugoslavia. A făcut parte și din selecționata României care s-a clasat pe locul patru la Campionatul Mondial de Handbal Feminin din 1975, desfășurat în URSS, unde a fost votată cel mai bun pivot și selectată în All-Star Team.
În urma unei ședințe de analiză cu toți antrenorii echipelor de handbal feminin, desfășurată în 1975, după Campionatul Mondial, s-a stabilit prin vot deschis clasamentul pe posturi din lotul lărgit al selecționatei României. Clasamentul pivoților a fost următorul: Doina Furcoi (47 voturi), Rozália Soós (41 de voturi). În 1976, cele 22 de jucătoare alese prin vot au fost urmărite în meciuri de pregătire și din campionatul intern, iar lotul a fost restrâns apoi la 16 jucătoare cu care s-a atacat etapa finală de omogenizare și pregătire.
Astfel, în final, Doina Furcoi a fost selectată să facă parte din naționala de 14 handbaliste a României care a obținut locul patru la Jocurile Olimpice de vară din 1976, desfășurate la Montreal. Ea a jucat în patru din cele cinci meciuri și a înscris șase goluri.
Doina Furcoi fost chemată pentru prima dată în 1968 la echipa națională a României, pentru care a evoluat în total în 117 de partide, în care a înscris 201 goluri.

## Palmares
Echipa națională
- Campionatul Mondial:
  -  Medalie de argint: 1973

- Pivotul All-Star Team la Campionatul Mondial: 1975

## Distincții
În 1998, Doinei Furcoi i s-a conferit titlul de „Maestru Emerit al Sportului” pentru medalia de argint obținută la Campionatul Mondial din 1973.
În octombrie 2010, cu ocazia competiției „Trofeul Carpați”, Federația Română de Handbal a programat o ceremonie dedicată fostelor componente ale echipei naționale care au atins minimum o sută de selecții. Cu această ocazie, Doinei Furcoi i s-au înmânat o plachetă și o diplomă de excelență care îi conferă titlul de membru de onoare al FRH.

### Decorații
- Medalia „Meritul Sportiv” clasa I (18 august 1976) „pentru rezultatele deosebite obținute la Jocurile olimpice de vară de la Montreal – 1976, precum și pentru contribuția adusă la dezvoltarea activității sportive și la creșterea prestigiului sportului românesc pe plan internațional”[7][8]